# Caimito (Colombie)
Pour les articles homonymes, voir Caimito.
Caimito est une municipalité de Colombie, située dans le département de Sucre.